# Huntin’, Fishin’ and Lovin’ Every Day
«Huntin', Fishin' and Lovin' Every Day» — песня американского кантри-певца Люка Брайана, вышедшая в качестве 4-го сингла с его пятого студийного альбома Kill the Lights (2015). Авторами песни выступили Люк Брайан, Даллас Дэвидсон, Ретт Эйкинс, Бен Хейслип.

## История
Песня получила положительные отзывы музыкальной критики и интернет-изданий.
Песня впервые появилась в кантри-чарте Hot Country Songs на позиции № 38 в августе 2015 года с тиражом 10,000 копий в первую неделю релиза. Затем он дебютировал на позиции № 33 в радиоэфирном чарте Country Airplay в марте 2016. Певец исполнил свою песню на церемонии 51st Annual Academy of Country Music Awards, что позволило подняться синглу в хит-параде Billboard Hot 100 до 66-го места с тиражом 26,000 копий. К июлю 2016 года тираж составил 388,000 копий в США. Это 15-й чарттоппер певца (13-й подряд) в кантри-чартах в неделю с 2 июля 2016 года.
Люк Брайан исполнил свою песню дуэтом вместе с Блейком Шелтоном 3 апреля 2016 года в Лас-Вегасе на церемонии Academy of Country Music Awards, где он в очередной раз был соведущим.
Музыкальное видео было снято режиссёрами Michael Monaco и Hunter Jobes и впервые показано в апреле 2016 год.

## Чарты и сертификации

### Еженедельные чарты
| Чарт (2015-16)                      | Высшая позиция |
| ----------------------------------- | -------------- |
| Канада (Billboard Canadian Hot 100) | 51             |
| Канада (Billboard Country)          | 1              |
| США (Billboard Hot 100)             | 37             |
| США (Billboard Country Airplay)     | 1              |
| США (Billboard Hot Country Songs)   | 2              |